# 三浦豕

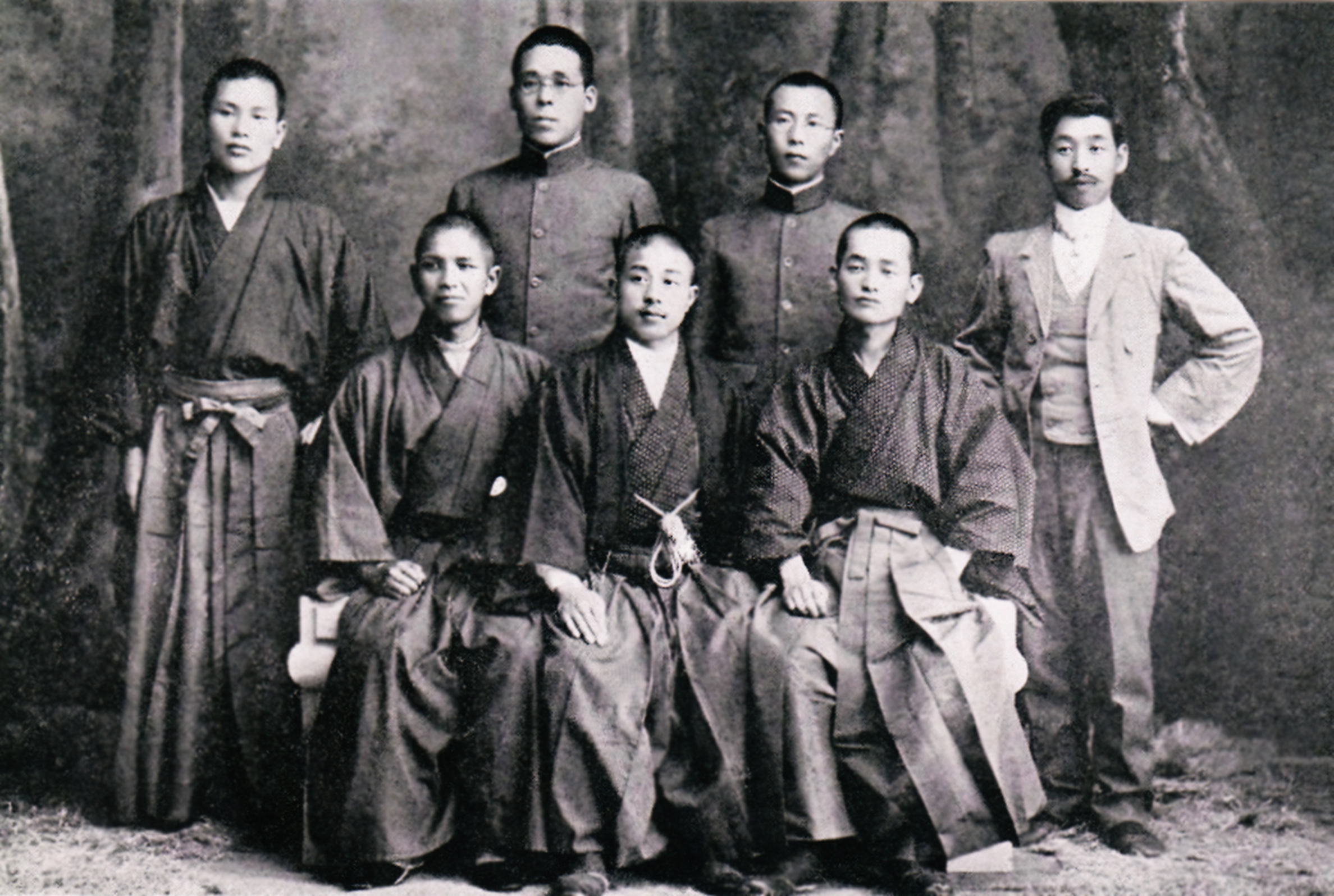
明治45年（1912年）4月 九州学院神学部（現 ルーテル学院大学）学生（前列左より）石松量蔵、川瀬徳太郎（中央）、本田傳喜、（後列左より）渡辺潔、亀山萬里、三浦豕、武藤醇

三浦 豕（みうら いのこ、1886年（明治19年）9月7日 - 1964年（昭和39年）7月9日）は、日本のルーテル教会の牧師である。

## 経歴

### 初期
1886年（明治19年）に福岡県久留米市に生まれる。紡績会社に就職して働く。ロシアのウラジオストックで働いている時に凍傷で片足を失う。

### キリスト教入信
帰国後、久留米ルーテル教会でウィンテル宣教師より洗礼を受ける。
1910年（明治43年）に路帖神学校（現・ルーテル学院大学）に入学する。1915年(大正4年)に卒業して、山口県下関市で伝道をするが、渡米してゲティスバーグ大学、ジョンズ・ホプキンス大学で神学を修め、1920年（大正9年）に帰国する。

### 神学教育者・牧師
1920年（大正9年）の帰国後九州学院神学部で実践神学を教える。
1942年（昭和16年）に日本ルーテル神学専門学校校長を務める。
後に政府により統合された日本東部神学校の副校長を務める。また、日本基督教団の総会副議長を務める。
1946年（昭和21年）より1962年（昭和37年）まで九州女子学院院長を務める。
1962年（昭和37年）に神学校教育から引退すると、亡くなるまでの2年間、千葉県銚子市で牧師を務める。